# Miura

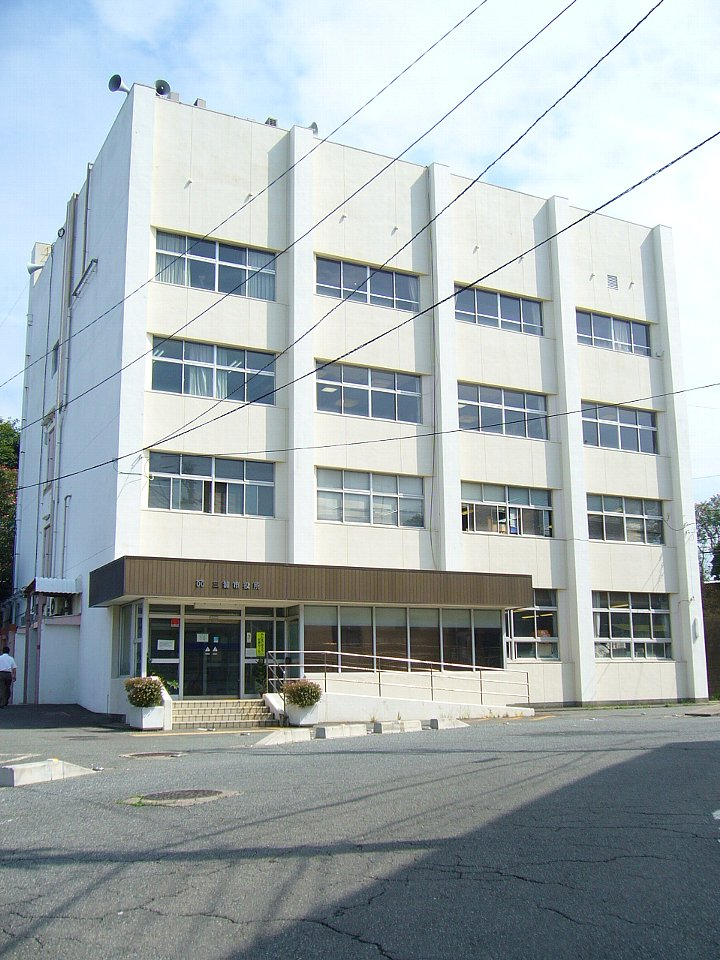
Primăria

Miura (三浦市 Miura-shi?) este un municipiu din Japonia, prefectura Kanagawa.